# Panajot Panajotov
Panajot Mitov Panajotov (bolgárul: Панайот Митов Панайотов, Szófia, 1930. december 30. – 1996.) olimpiai bronzérmes bolgár válogatott labdarúgó.
A bolgár válogatott tagjaként részt vett az 1962-es világbajnokságon, illetve az 1952. és az 1956. évi nyári olimpiai játékokon.

## Sikerei, díjai
CSZKA Szofija
- Bolgár bajnok (11):  1951, 1952, 1954, 1955, 1956, 1957, 1958, 1958–59, 1959–60, 1960–61, 1961–62
- Bolgár kupa (4): 1950–51, 1953–54, 1954–55, 1960–61

Bulgária
- Olimpiai bronzérmes (1): 1956